# Concerto pour violoncelle de Delius
Pour les articles homonymes, voir Concerto pour violoncelle (homonymie).
Le Concerto pour violoncelle et orchestre de Frederick Delius est composé en 1921. Il est créé en 1924 à Francfort-sur-le-Main par Alexandre Barjansky.

## Analyse de l'œuvre
En un seul mouvement divisé en cinq sections enchainées.
1. Lento
2. Con moto tranquillo
3. Lento
4. Con moto tranquillo
5. Allegramente